# كلية الأمير الحسن للعلوم الاسلامية
كلية الأمير الحسن للعلوم الإسلامية هي مؤسسة تعليمية تابعة للقوات المسلحة الأردنية، تُعنى بتأهيل وتدريب الأئمة والمرشدين الدينيين لخدمة وحدات الجيش. تقدم الكلية برنامج دراسي يجمع بين العلوم الشرعية والتدريب العسكري، حيث يحصل الخريجون على درجة البكالوريوس في الفقه وأصوله والعلوم العسكرية، ويتم ترفيعهم إلى رتبة مرشح.

## انظر ايضا
- دائرة الإفتاء العام (الأردن)

- كلية الأمير فيصل
- كلية الدفاع الوطني الملكية الأردنية